# Rush Hour 2
Rush Hour 2 er en film fra 2001 og den anden film i serien Rush Hour med Jackie Chan og Chris Tucker i hovedrollerne og efterfulgte Rush Hour. 

## Handling
Lee (Chan) og Carter (Tucker) tilbringer deres ferie i Hongkong. Den amerikanske ambassade i Hongkong udsættes for en bombeeksplosion, som dræber to personer, der har været i gang med at efterforske en sag om falske pengesedler. Lee er villig til at tage fat i efterforskningen og inddrager Carter i sagen. 

## Eksterne Henvisninger
- Rush Hour 2 på Internet Movie Database (engelsk)
- Rush Hour 2 på Filmdatabasen
- Rush Hour 2 på Scope
- Rush Hour 2 i Svensk Filmdatabas (svensk)
- Rush Hour 2 på AlloCiné (fransk)
- Rush Hour 2 på MovieMeter (nederlandsk)
- Rush Hour 2 på AllMovie (engelsk)
- Rush Hour 2 hos American Film Institute (engelsk)
- Rush Hour 2 på Turner Classic Movies (engelsk)
- Rush Hour 2 på The Movie Database (engelsk)